# Masalia terracottoides
Masalia terracottoides là một loài bướm đêm trong họ Noctuidae.